# 俄勒岡領地

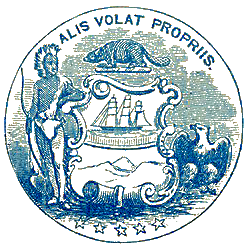
俄勒冈領地徽章

俄勒冈領地（英語：Oregon Territory），又譯俄勒岡準州。指的是1846年之前英国和美国之间有领土争议的北美洲西部地区，位于北纬42度以北，北纬54度40分以南，落基山脉以西，太平洋以东的地区，包括今日加拿大不列颠哥伦比亚省南部地区，以及全部的美国俄勒冈州、华盛顿州、爱达荷州，和蒙大拿州、怀俄明州的一部分。另外，1848年至1859年间，美国在上述地区的北纬49度以南建立的联邦领地也称俄勒冈領地。
1848年8月14日，美国国会通过法案，在根据《俄勒冈条约》获得的土地上建立俄勒冈領地，该地区首府初设立于俄勒冈城，1851年迁移至塞勒姆。1853年，华盛顿领地从俄勒冈領地独立出来，两个地区之间以哥伦比亚河下游和北纬46度为界。
1859年2月14日，俄勒冈州在现有区域内建州，俄勒冈領地东部被划入华盛顿領地，该地区不再存在。其后华盛顿州东部地区再被划分为爱达荷州。

## 地图

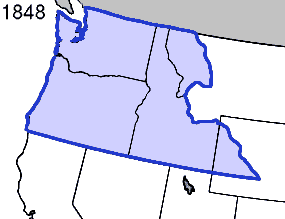
1848年的俄勒冈領地
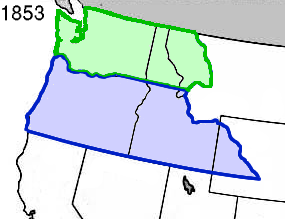
1853年的俄勒冈領地（蓝色）和华盛顿領地（绿色）
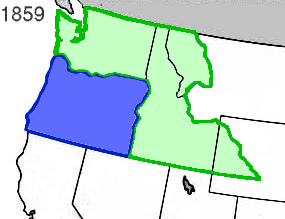
1859年的俄勒冈州（蓝色）和华盛顿領地（绿色）